# Markusbiergtunnel

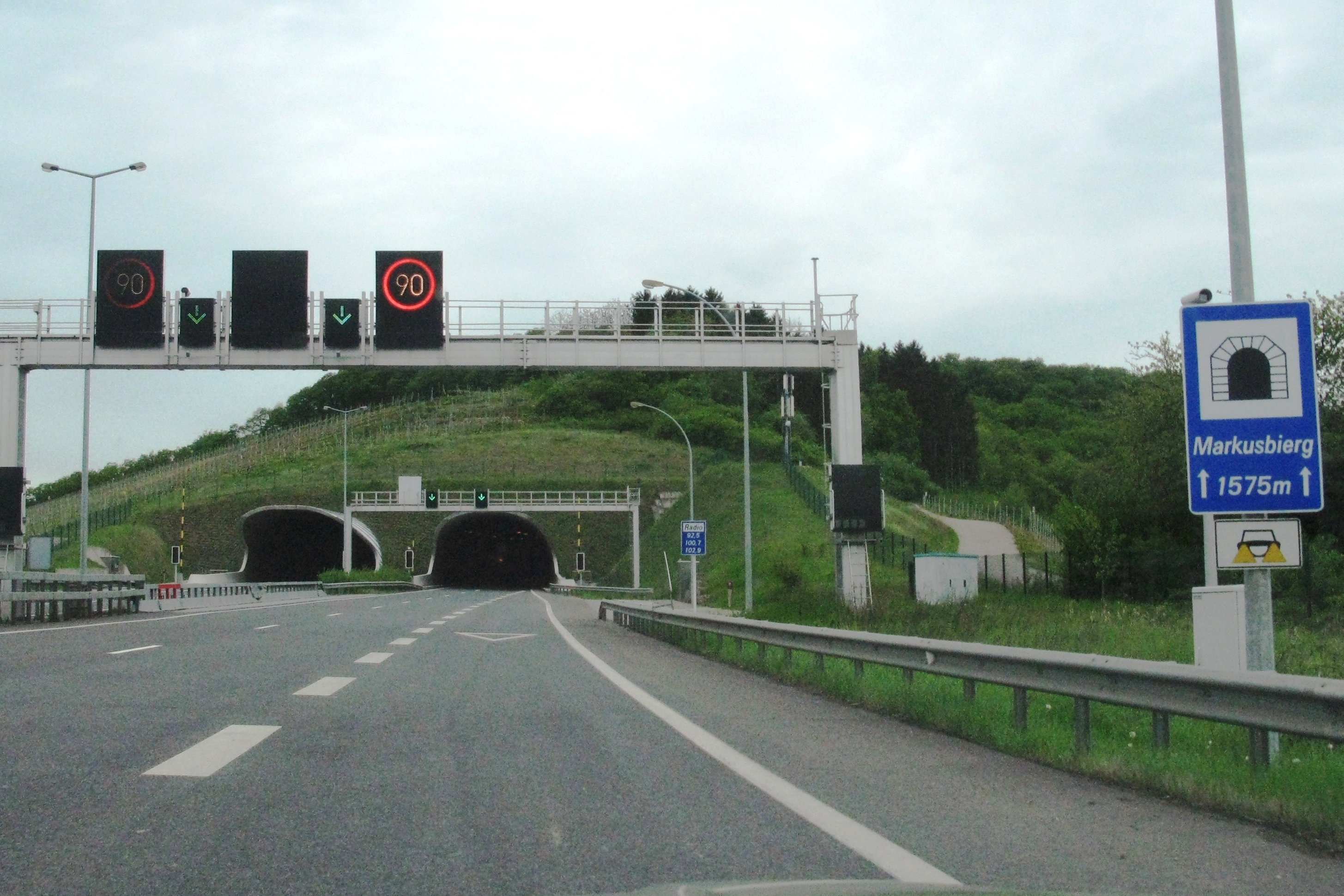
Zuidoostelijke toegang

De Markusbiergtunnel bestaat uit twee parallelle tunnelkokers, die het oostelijke deel vormen van de A13-autoweg in Luxemburg, in de buurt van de plaats Schengen. Aan de oostzijde sluit de tunnel onmiddellijk aan op een viaduct over de Moezel, die tevens de grens met Duitsland vormt. De tunnels zijn 1575 meter lang en dalen richting Duitsland met een helling van 5%.
De constructie begon op 15 September 1997 en de tunnel werd geopend op 24 juli 2003 samen met de rest van de A13-autoweg.
De totale kostprijs beliep 65 miljoen euro, waarvan 15 miljoen voor bijkomende veiligheidsinstallaties.